# Art nabateu

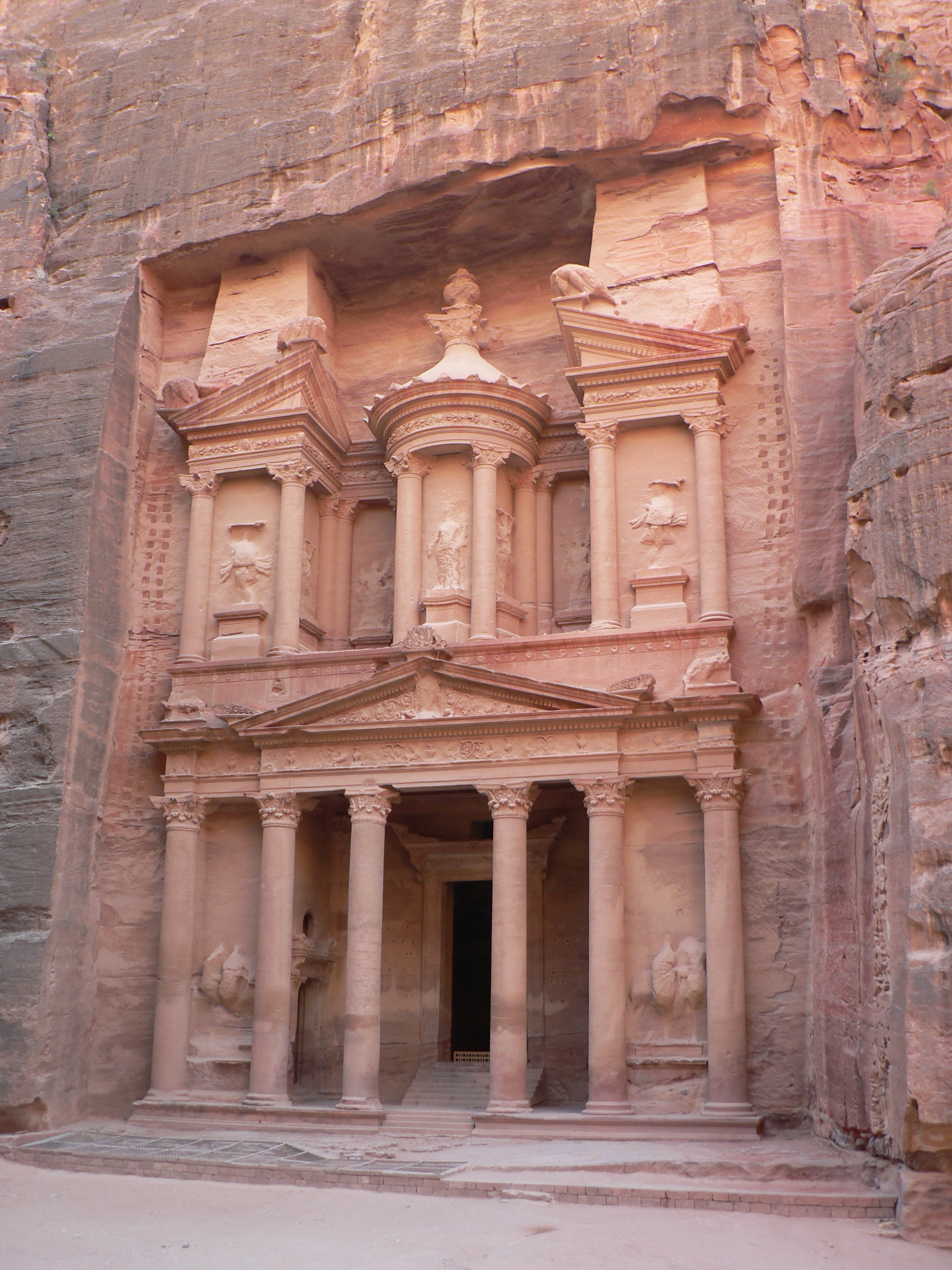
Al Khazneh o El Tresor de Petra

L'art nabateu és l'art que cultivaren els nabateus del nord d'Aràbia, un antic poble arameu l'època de major esplendor del qual abasta des del s. iv ae a l'i de. Els nabateus eren coneguts per les seues terrisses pintades en ceràmica fina, que acabaren dispersant-se en el món grecoromà, així com per les contribucions a l'escultura i l'arquitectura nabatea. L'art nabateu és àmpliament conegut pels jaciments arqueològics de Petra, específicament els monuments d'Al Khazneh i Deir.

## Arts plàstiques

### Ceràmica

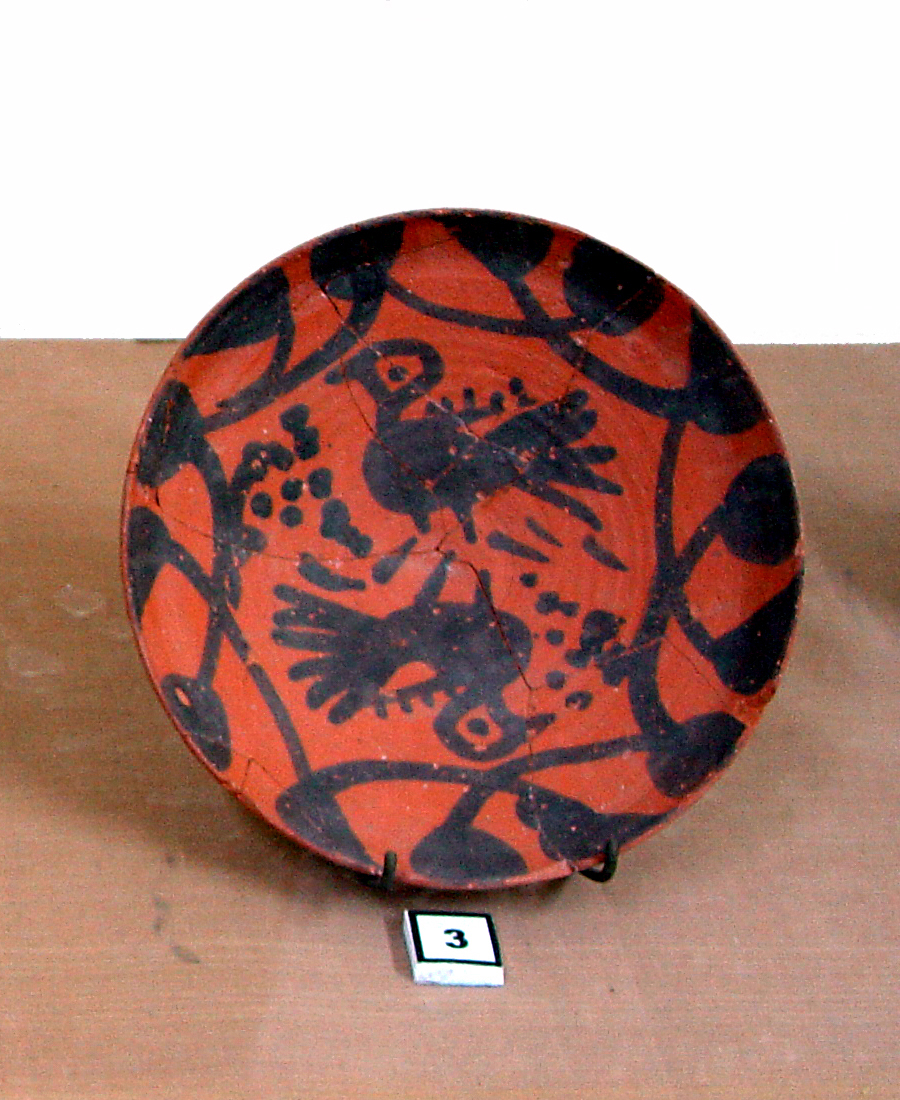
Exemple de ceràmica nabatea, al Museu Arqueològic de Petra

La ceràmica nabatea es caracteritza per contorns fins i motius florals. L'ús exclusiu dels patrons florals i animals, com ocells, es vincula a l'aniconisme nabateu en les seues pràctiques religioses. Els dissenys en les mercaderies se solien pintar i decorar amb pigment negre o fosc o es pressionaven en la superfície amb segells i rodes de ruleta. Per acabar les peces, els artesans les polien o usaven un procés de sinterització. La majoria de les peces tenien un color rosat, igual que els penya-segats que envolten la ciutat. Això es deu al fet que els terrissers nabateus usaven l'argila local en el seu treball. Les ceràmiques nabatees variaven en moltes formes, i poden classificar-se per la grossor, forma de la vora, bases i decoració. En alguns casos, les formes dels gots imiten la forma de les vaixelles de metall de la regió. Aquests gots haurien estat per a ús diari, no cerimonial, malgrat la quantitat inusualment gran de fragments trencats trobats en munts d'enderrocs.

## Arquitectura

### Tombes

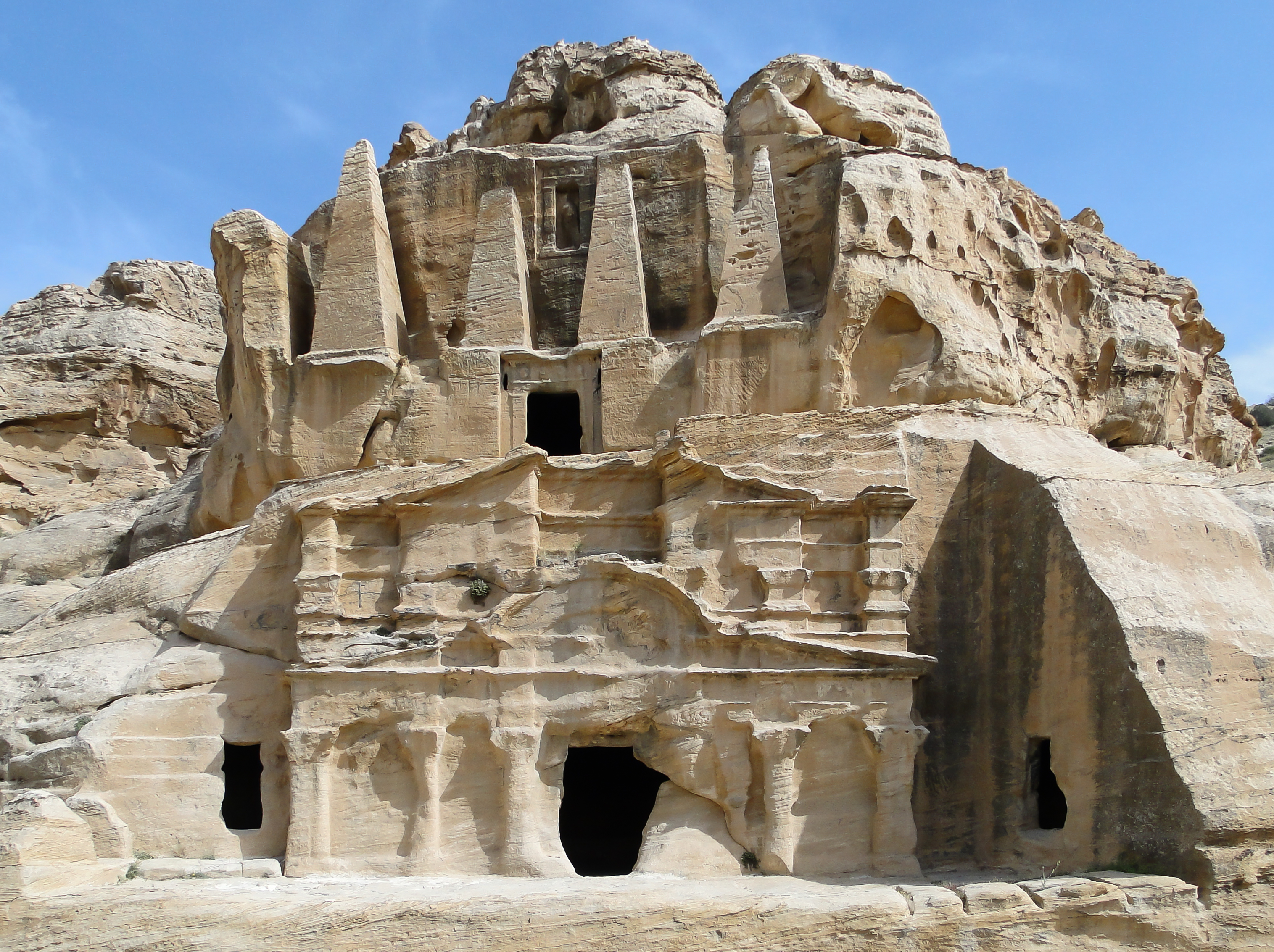
La tomba de l'Obelisc, a Petra

Les tombes nabatees són principalment tombes tallades directament en la pedra. Es creaven a partir de la retallada directa del paisatge, tradicionalment de roca. Les tombes excavades en la roca són les que es troben sovint als jaciments arqueològics excavats a Nabatea. S'han trobat prop de 900 tombes tallades en roca a Petra i Hegra. Les tombes nabatees són una fusió d'estils hel·lenístics i romans, avançant cap a una gradual creació d'estil nabateu. Algunes tenen característiques d'influència grega clara, com frontons, mètopes, tríglifs i capitells. Es construïren per honorar els déus i dirigents, així com les generacions d'una família específica. Les tombes es troben normalment dins del centre urbà, i no en forma de necròpoli. Aquestes tombes són d'estil simple, sovint amb graons, plataformes, forats de libació, cisternes, canals d'aigua i, de vegades, sales de banquets. Moltes contenen nombroses icones religioses, inscripcions i santuaris en associació amb fonts, conques i canals.
Les tombes crestades eren populars dins l'arquitectura nabatea. Hi ha diverses variacions de cresteria, vacil·lants en nombre de nivells. Es crearen tombes cuirassades per representar fortificacions, com a símbol de ciutats, fortalesa i poder militar. Més tard, sota els perses aquemènides, se n'eliminà el context de fortificació, i es donà més abast a un signe de reialesa i autoritat.
Diverses tombes tenen obeliscs a l'exterior. Els obeliscs són un monument vertical, estret i allargat, que sovint s'usava per a representar els líders específics de Nephesh i els déus de les societats monolítiques. Es troben en l'arquitectura de l'antic Pròxim Orient i Egipte.
Les tombes amb façanes detallades també eren populars en la comunitat nabatea. Hi ha un total de vuit tipus de façana diferents: piló individual, piló doble, pas, proto-Hegr, Hegr, arc, clàssic simple i clàssic complex. El piló únic, piló doble, pas, Proto-Hegr i Hegr es caracteritzen per variacions en el motiu esglaonat combinat amb elements d'arquitectura clàssica. L'arc, el clàssic simple i el clàssic complex tenen només motius clàssics, als quals se'ls ha donat interpretació nabatea.
A Petra, hi ha una sèrie de tombes anomenades Tombes Reials. Aquestes tombes es divideixen en quatre seccions: la tomba de l'Urna, la tomba de Seda, la tomba de Corint i la tomba del Palau. La tomba de l'Urna està construïda a la part alta de la muntanya, i cal pujar-ne una sèrie de trams d'escales. S'ha suggerit que aquesta és la tomba del rei nabateu Malc II, que va morir l'any 70. Al costat jeu la tomba de la Seda, anomenada així pel seu ric color de gres. La tomba de Corint és la següent, amb columnes corínties gregues. Finalment, es troba la tomba del Palau, amb tres pisos diferents en la façana.

## Escultura

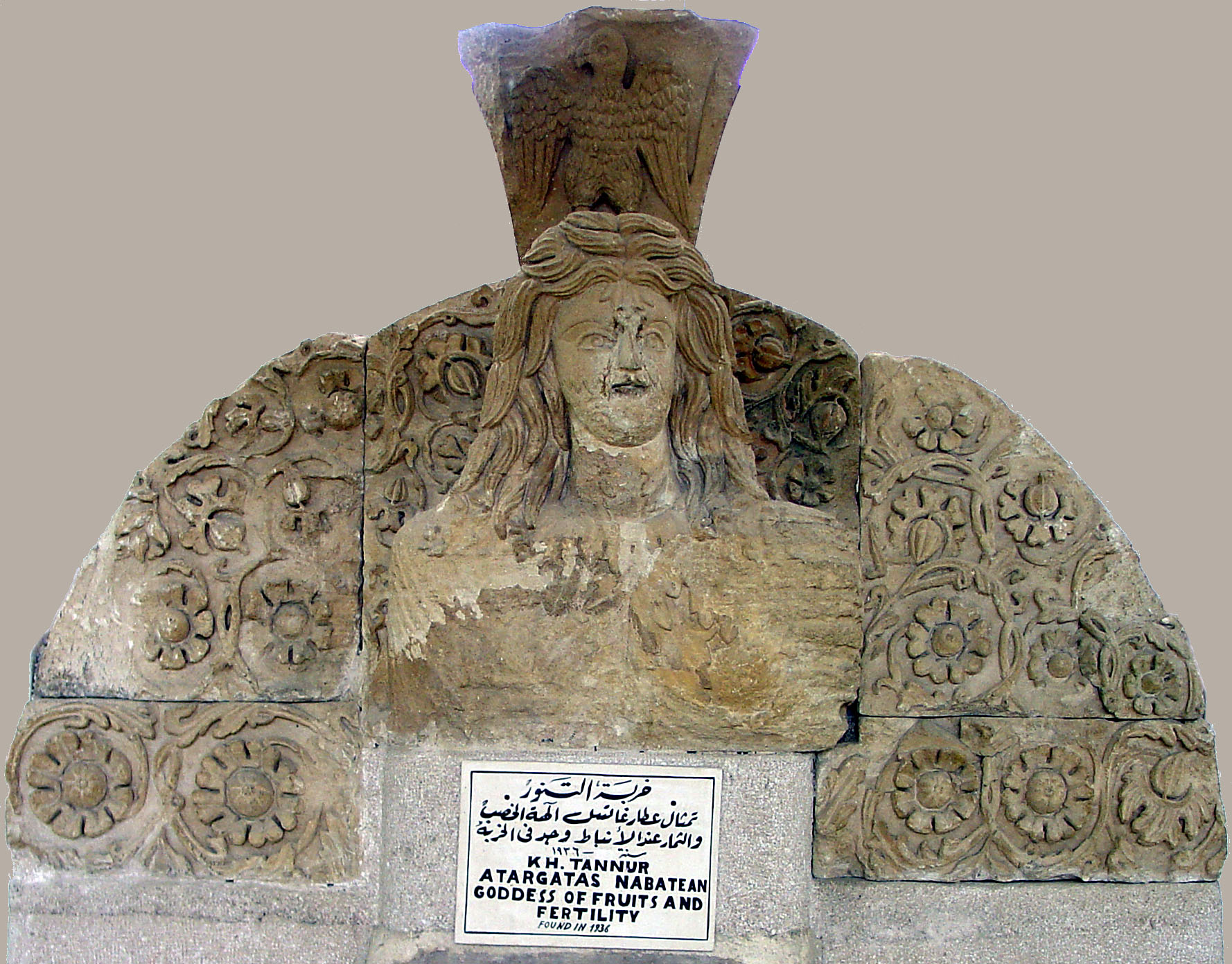
Estàtua nabatea de la dea Dèrceto, al temple de Khirbat al-Tannur

L'escultura nabatea primerenca comparteix diverses característiques de l'escultura romana, grega i siriana. El cabell ondat, les expressions facials dramàtiques i les corbes en forma de S reflectien l'estil escultòric hel·lenístic. L'escultura grega es representava amb barba llarga, simetria, i perfeccionament ideal del cos humà.
En anys posteriors, l'escultura nabatea tardana es tornà molt estilitzada. Certs elements, com el cabell, mantenien l'estil grecoromà, però molts altres aspectes evolucionaren cap al que ara s'entén com pròpiament nabateu. Aquestes característiques es troben, generalment, en les estructures facials. Els ulls de diverses peces es representen semicircularment i característicament plans, de manera caricaturesca. Les escultures tenen sovint nassos triangulars i barbetes grans i redones. Més enllà de les antropomòrfiques, l'escultura nabatea també incloïa animals com aus, elefants i camells.

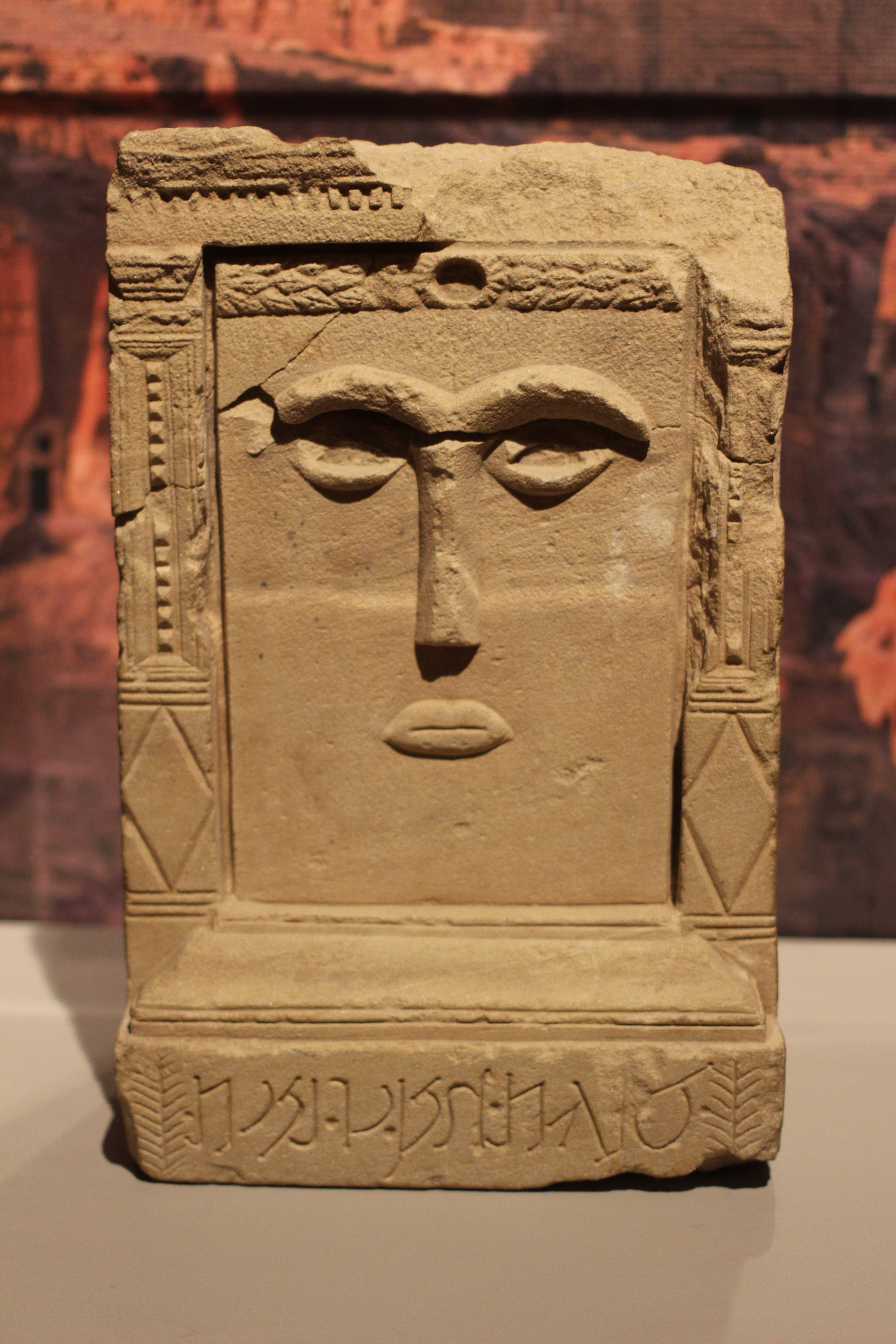
Betil nabateu, a la Universitat de Iowa

L'escultura nabatea representava habitualment un conjunt tancat de déus i deïtats. La majoria eren déus i dees adorats només pels nabateus, trets d'alguns representatius de les creences gregues, romanes i de l'Orient Mitjà. A més, els zodíacs es representaven periòdicament en totes les formes artístiques. Dushara era una deïtat masculina principal, que s'ha comparat amb Zeus en la cultura grega, així com amb Dionís. S'han trobat exemples de Dushara en diversos llocs de Petra, així com a Khirbat al-Tannur. Segons la tradició, Dushara es representava en forma anicònica com un bloc quadrat, com és representat en els betils de Petra, encara que també n'hi ha una gran quantitat d'escultura detallada trobada de Dushara. Una peça específica mostra una cara hel·lenística, amb acció i complexions carnoses i vivaces. Altres déus comunament representats inclouen Al-Uzza, Al-Kutbay, Nike i els zodíacs.

### Betils
Els betils (Baetylus) era una eina emprada per a la representació de déus i dees més enllà de l'escultura tradicional, que apareixen en abundància en l'art nabateu. Solen estar tallats en santuaris, tant en llocs públics com en privats. Alguns tenen pedestals o són dins de nínxols. Els betils s'utilitzaven per a encarnar els seus déus, la majoria de les vegades, encara que no exclusivament, Dushara. La seua grandària variava molt, en grups o independents. Apareixien com a escultura en relleu i exempta. Les talles eren rectangulars i no figuratives, encara que en alguns casos tenien ulls estilitzats i nas, semblants a les esteles facials dels arameus i d'Aràbia del Sud.

## Pintura

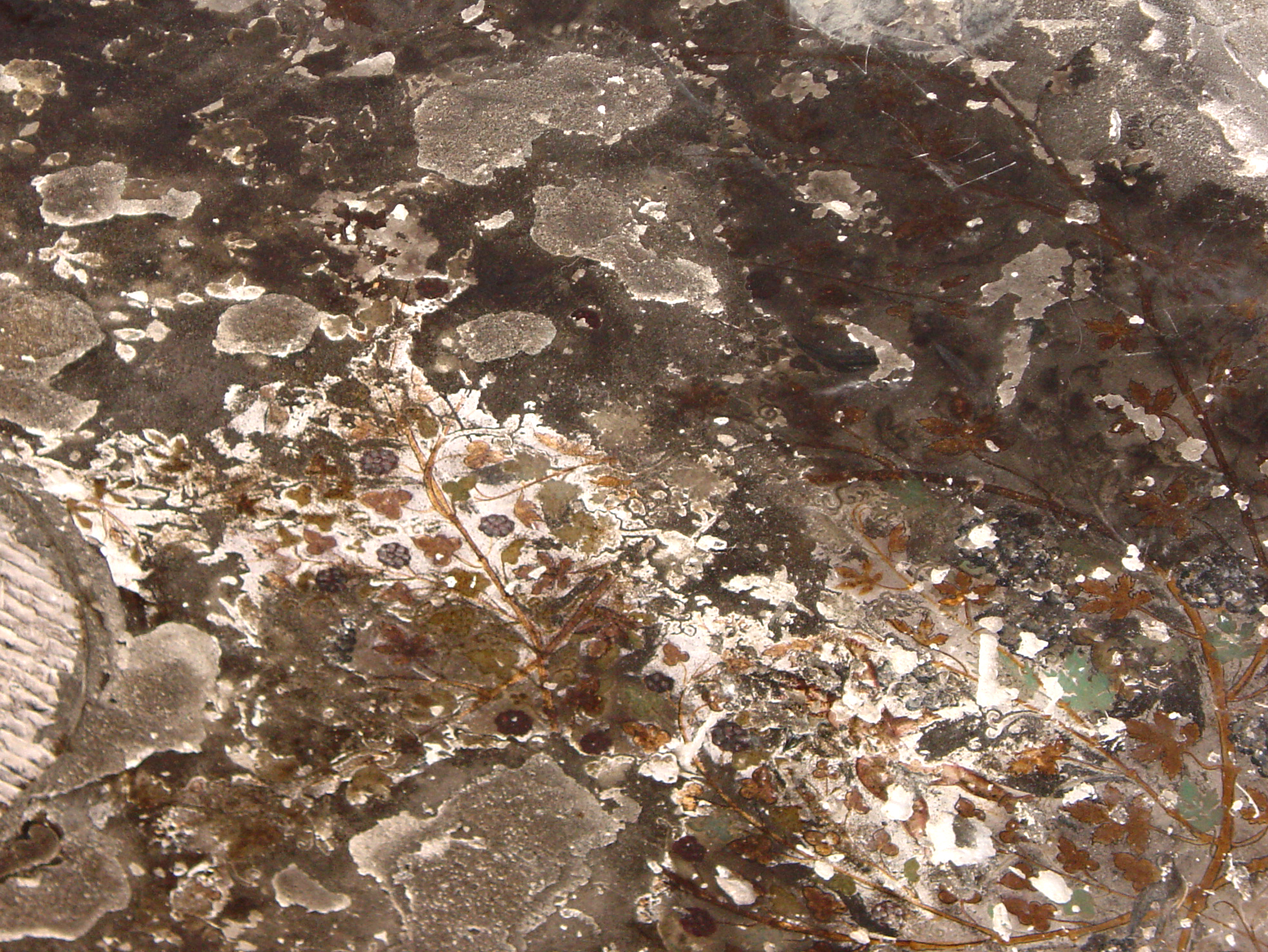
Els frescs del sostre a la Casa Pintada de la Petita Petra, en estil hel·lenístic alexandrí

Molt pocs exemples de pintura nabatea han sobreviscut fins ara. La majoria són fragments de pintura interior purament decorativa. Se n'han trobat, però, prou per demostrar que segueixen l'estil hel·lenístic contemporani, del qual també queden poques pintures.
Al 2010, es descobrí que un biclini, ara conegut col·loquialment com la Casa Pintada, a la Petita Petra, a Jordània, tenia extensos frescs al sostre, que durant molt de temps havien estat ocults sota el sutge de les fogueres beduïnes i altres inscripcions de segles posteriors. Un projecte de restauració de tres anys els destapà. Representen, detalladament i amb una varietat de mitjans, incloent esmalts i fulles d'or, imatges com vinyes i putti associades al déu grec Dionís, la qual cosa suggereix que l'espai degué usar-se per al consum de vi, potser amb els comerciants visitants. A més de ser l'únic exemple conegut de pintura figurativa interior de Nabatea in situ, són un dels pocs exemples de pintura hel·lenística existents, i s'han considerat superiors a les posteriors imitacions romanes de l'estil a Herculà.